# Trichoniscidae
Trichoniscidae zijn een familie van pissebedden.
De meeste pissebedden die leven bij het water of leven als een amfibie (zowel in het water als op het land) behoren tot deze familie. Verschillende soorten uit de volgende geslachten leven op een dergelijke manier: Alpioniscus, Balearonethes, Brackenridgia, Bureschia, Cretoniscellus, Cyphonetes, Cyphoniscellus, Mexiconiscus, Scotoniscus, Titanethes en Trichoniscoides.

## Geslachten
Onderstaande lijst biedt een overzicht van de geslachten:
- Acteoniscus Vandel, 1955 – Griekenland
- Acyphoniscus Frankenberger, 1941 – Bulgarije
- Aegonethes Frankenberger, 1938 – Kroatië en Italië
- Alistratia Andreev, 2004 – Griekenland
- Alpioniscus Racovitza, 1908 – Europa
- Amerigoniscus Vandel, 1950  – Noord-Amerika
- Anatoliscus Verhoeff, 1949  – Turkije
- Androniscus Verhoeff, 1908 – Europa
- Balearonethes Dalens, 1977  – Majorca
- Balkanoniscus Verhoeff, 1926  – Bulgarije
- Banatoniscus Tabacaru, 1991  – Roemenië
- Bergamoniscus Brian & Vandel, 1949 – Italië
- Beroniscus Vandel, 1969 – Bulgarije, Sicilië
- Biharoniscus Tabacaru, 1963  – Roemenië
- Borutzkyella Tabacaru, 1993 – Abchazië
- Brackenphiloscia Ortiz, Debras & Lalana, 1999  – Cuba
- Brackenridgia Ulrich, 1902 – Noord-Amerika
- Buddelundiella Silvestri, 1897 – Europa
- Bulgaronethes Vandel, 1967  – Bulgarije
- Bureschia Verhoeff, 1926 – Burma
- Calconiscellus Verhoeff, 1938 – Slovenië, Hongarije, Oostenrijk, Griekenland
- Cantabroniscus Vandel, 1965  – Spanje
- Carloniscus Verhoeff, 1936  – Frankrijk
- Castellanethes Brian, 1952 – Italië
- Catalauniscus Vandel, 1953 – Spanje
- Caucasocyphonethes Borutzky, 1948  – Rusland
- Caucasonethes Verhoeff, 1932 – Georgië
- Chasmatoniscus Strouhal, 1971  – Turkije
- Colchidoniscus Borutzky, 1974 – Georgië
- Cylindroniscus Arcangeli, 1929 – Cuba, Mexico
- Cyphobrembana Verhoeff, 1931 – Italië
- Cyphonethes Verhoeff, 1926 – Herzegovina
- Cyphoniscellus Verhoeff, 1901 – Zuidoost-Europa
- Cyphopleon Frankenberger, 1940 – Dalmatië
- Cyphotendana Verhoeff, 1936 – Alpen
- Cyrnoniscus Vandel, 1953 – Corsica
- Escualdoniscus Vandel, 1948 – Frankrijk
- Finaloniscus Brian, 1951 – Italië, Corsica
- Graeconiscus Stouhal, 1940 – Griekenland, Macedonië
- Haplophthalmus Schöbl, 1860 – Europa, Tasmanië, Noord-Amerika
- Helenoniscus Legrand, 1943 – Frankrijk
- Hondoniscus Vandel, 1968 – Japan
- Hyloniscus Verhoeff, 1908 – Europa, Noord-Amerika, Japan
- Iberoniscus Vandel, 1952 – Spanje
- Katascaphius Verhoeff, 1936 – Alpen
- Kosswigius Verhoeff, 1941 – Turkije, Griekenland
- Lapilloniscus Brian, 1938 – Italië
- Leucocyphoniscus Verhoeff, 1900 – Zwitserland, Italië
- Libanonethes Vandel, 1955 – Libanon
- Macedonethes Buturović, 1955 – Macedonië
- Metatrichoniscoides Vandel, 1943 – Engeland, Frankrijk, Duitsland, Zweden, Finland
- Mexiconiscus Schultz, 1964 – Mexico
- Microtitanethes Pljakic, 1977 – West-Servië
- Miktoniscus Kesselyak, 1930 – Verenigde Staten, Groot-Brittannië, Madeira, Azoren
- Mingrelloniscus Borutzky, 1974 – Kaukasus
- Mladenoniscus Karaman, 2008 - Macedonië
- Monocyphoniscus Strouhal, 1939 – Bulgarije
- Moserius Strouhal, 1940 – Italië
- Murgeoniscus Arcangeli, 1939 – Italië
- Nesiotoniscus Racovitza, 1908 – Frankrijk, Corsica, Capraia Isola
- Nippononethes Tabacaru, 1996 – Japan
- Oregoniscus Hatch, 1947 – Verenigde Staten
- Oritoniscus Racovitza, 1908 – Pyreneeën
- Paracyphoniscus Brian, 1958 – Italië
- Phymatoniscus Racovitza, 1908 – Frankrijk
- Protonethes Absolon & Strouhal, 1932 – Joegoslavië
- Psachonethes Borutzky, 1969 – Kaukasus, Noord-Iran
- Pseudobuddelundiella Borutzky, 1967 – Kaukasus
- Rhodopioniscus Tabacaru, 1993 – Bulgarije
- Sanfilippia Brian, 1949 – Italië
- Scotoniscus Racovitza, 1908 – Pyreneeën, Sardinië
- Siciloniscus Caruso, 1982 – Sicilië
- Spelaeonethes Verhoeff, 1932 – Spanja, Italië, Sicilië, Sardinië, Algerije
- Strouhaloniscellus Tabacaru, 1993 – Zuid-Bosnië
- Tachysoniscus Verhoeff, 1930 – Alpen
- Tauronethes Borutzky, 1949 – Krimea
- Thaumatoniscellus Tabacaru, 1973 – Roemenië
- Titanethes Schiødte, 1849 – Italië, Slovenië, Kroatië, Herzegovina
- Trichonethes Strouhal, 1953 – Turkije
- Trichoniscoides Sars, 1898 – Frankrijk, Spanje, Engeland, Duitsland, Denemarken
- Trichoniscus Brandt, 1833 – Europa, Noord-Amerika
- Tricyphoniscus Verhoeff, 1936 – Bulgarije
- Troglocyphoniscus Stouhal, 1939 – Joegoslavië
- Troglonethes Cruz, 1991 – Spanje
- Turkonethes Verhoeff, 1943 – Turkije
- Typhlotricholigioides Rioja, 1953 – Mexico
- Vandeloniscellus Tabacaru, 1993 – Bulgarije

## In Nederland waargenomen soorten
- Genus: Androniscus
  - Androniscus dentiger - (Juweeltje)
- Genus: Haplophthalmus
  - Haplophthalmus danicus - (Veenribbel)
  - Haplophthalmus mengii - (Kleiribbel)
  - Haplophthalmus montivagus - (Kalkribbel)
- Genus: Hyloniscus
  - Hyloniscus riparius - (Oeverpissebed)
- Genus: Metatrichoniscoides
  - Metatrichoniscoides leydigii - (Blind Pissebedje)
- Genus: Miktoniscus
  - Miktoniscus patiencei - (Zwartoogje)
- Genus: Trichoniscoides
  - Trichoniscoides albidus - (Wijnrood Pissebedje)
  - Trichoniscoides helveticus - (Rivierkleipissebedje)
  - Trichoniscoides sarsi - (Zeekleipissebedje)
- Genus: Trichoniscus
  - Trichoniscus provisorius - (Paars Drieoogje (provisorius))
  - Trichoniscus pusillus - (Paars Drieoogje (pusillus))
  - Trichoniscus pygmaeus - (Wit Drieoogje)